# Shenavan (ort i Armenien, Armavir)
Shenavan är en ort i Armenien.   Den ligger i provinsen Armavir, i den västra delen av landet, 50 kilometer väster om huvudstaden Jerevan. Shenavan ligger 895 meter över havet och antalet invånare är 1 757.
Terrängen runt Shenavan är platt. Närmaste större samhälle är Armavir, 14,4 kilometer nordost om Shenavan.
Trakten runt Shenavan består till största delen av jordbruksmark. Runt Shenavan är det ganska tätbefolkat, med 248 invånare per kvadratkilometer.